# Stazione di Novara Nord (1887)
La stazione di Novara Nord era la stazione di testa della linea Saronno-Novara ed era la seconda stazione ferroviaria della città di Novara. Era in gestione a FerrovieNord.
Nel 2005 è stata aperta la nuova stazione è stata spostata vicino alla stazione principale delle Ferrovie dello Stato.

## Storia

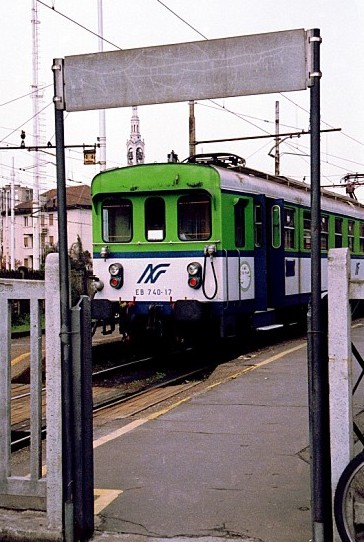
La E.740-17 in sosta nella vecchia stazione di Novara Nord

La stazione venne inaugurata nel 27 giugno 1887 insieme alla tratta Novara-Busto Arsizio, continuò il suo esercizio fino alla sua chiusura avvenuta il 2 aprile 2005 e sostituita dalla nuova.

## Strutture e impianti

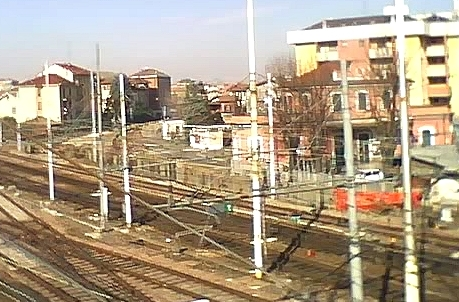
Veduta della stazione nel 2008

La stazione dismessa nel 2005 era costituita da un piazzale di due soli binari, i quali erano entrambi tronchi e in curva, obbligando a limitare la velocità di ingresso a circa 20 km/h. Dal secondo binario, si staccava un breve raccordo, interrotto da un cancello, che raggiungeva gli impianti delle Ferrovie dello Stato, permettendo lo scambio di materiale rotabile con la rete statale.
I binari erano serviti ciascuno da una banchina, con la prima, molto ampia, verso il lato stazione, e la seconda inframmezzata tra i due binari. Date le caratteristiche, per raggiungere il secondo binario esistevano solo attraversamenti a raso.
I due binari si univano subito dopo la fine della banchina centrale. A pochi metri si incontrava prima un passaggio a livello, e poi un parco binari di manovra costituito dal binario centrale (che faceva parte della linea vera e propria) e da altri due binari, uno per lato. Era indispensabile per consentire le manovre di inversione, fintanto che il materiale tipo navetta, ossia comandabile da entrambe le estremità, non ha sostituito completamente quello più datato. Erano presenti anche due binari tronchi, sempre uno per lato, quello a ovest tronco lato Galliate, sul binario più ad est tronco lato NovaRa era stato costruito anche un deposito mezzi durante l'interruzione di linea per consentire la manutenzione dei rotabili. Erano presenti anche una piccola piattaforma girevola disarmata da anni, ed un dormitorio in stato di abbandono, entrambi demoliti, lato ovest.
Il fabbricato viaggiatori,  dotato di biglietteria, bar e di sala di attesa, si trova al termine della banchina del primo binario, chiudendone l'uscita; come in molte stazioni coeve, per lasciare la stazione si deve passare attraverso il fabbricato o utilizzare il cancelletto che è posto a lato. Alle sue spalle, dopo uno slargo, si trovano i binari in uscita della stazione RFI: per superarli, gli utenti usavano la scalinata che porta in cima al cavalcavia Sempione.
Dopo la dismissione, gli impianti furono rimossi e i binari disarmati.

## Movimento
La stazione era servita dai treni regionali in servizio sulla tratta Milano–Saronno–Novara, e da alcuni treni del Malpensa Express provenienti da Milano Centrale.